# European Hockey Federation
Die European Hockey Federation (EHF oder EuroHockey), deutsch Europäischer Hockey-Verband, ist der am 3. Mai 1969 gegründete Dachverband für Hockey in Europa. Der Verband hat 43 volle und zwei angeschlossene Mitglieder. Die EHF ist einer der Kontinentalverbände der Fédération Internationale de Hockey (FIH). Der Sitz der EHF befindet sich in Brüssel, Belgien. Präsidentin ist die am 22. August 2011 gewählte Niederländerin Marijke Fleuren.

## Mitglieder
Mitglieder sind die europäischen Mitglieder des Welthockeyverbandes FIH. Großbritannien hat einen Sonderstatus und tritt nur zu Olympischen Spielen an, ansonsten spielen die eigenständigen Mitglieder England, Schottland, Wales und Irland, das die gesamte irische Insel (Republik Irland und Nordirland) vertritt.
| Armenien    | Aserbaidschan | Belarus    | Belgien      | Bulgarien             |
| Dänemark    | Deutschland   | England    | Estland      | Finnland              |
| Frankreich  | Georgien      | Gibraltar  | Griechenland | Großbritannien        |
| Irland      | Israel        | Italien    | Kroatien     | Lettland              |
| Litauen     | Luxemburg     | Malta      | Mazedonien   | Moldawien             |
| Niederlande | Norwegen      | Österreich | Polen        | Portugal              |
| Rumänien    | Russland      | Schottland | Schweden     | Schweiz               |
| Serbien     | Slowakei      | Slowenien  | Spanien      | Tschechische Republik |
| Türkei      | Ukraine       | Ungarn     | Wales        | Zypern                |

## Präsidenten
- 1969–1973 Pablo Negre (Spanien)
- 1974–2003 Alain Danet (Frankreich)
- 2003–2008 Leandro Negre (Spanien)
- 2008–2011 Martin Gotheridge (England)
- 2011–2023 Marijke Fleuren (Niederlande)
- seit 2023 Marcos Hofmann (Spanien)

## Wettbewerbe

### Für Auswahlmannschaften
- Hockey-Europameisterschaft
- EuroHockey Nations Trophy
- EuroHockey Nations Challenge

### Für Vereinsmannschaften
- Euro Hockey League
- EuroHockey Club Champions Cup:
  - EuroHockey Club Champions Cup (Herren, Feld)
  - EuroHockey Club Champions Cup (Damen, Feld)
  - EuroHockey Club Champions Cup (Herren, Halle)
  - EuroHockey Club Champions Cup (Damen, Halle)
- EuroHockey Cup Winners Cup:
  - EuroHockey Cup Winners Cup (Herren, Feld)
  - EuroHockey Cup Winners Cup (Damen, Feld)
- EuroHockey Club Trophy
- EuroHockey Club Challenge